# Hans Hanau
Hans Hanau (* 1962 in Frankfurt am Main) ist ein deutscher Rechtswissenschaftler.

## Leben
Nach der Promotion 1994 zum Dr. jur. an der Universität Tübingen war er von 1994 bis 2000 wissenschaftlicher Assistent am Lehrstuhl für Bürgerliches, Handels-, Wirtschafts- und Arbeitsrecht in Tübingen (Wolfgang Zöllner). Nach der Habilitation 2002 für die Fächer Bürgerliches, Arbeitsrecht sowie Handels- und Gesellschaftsrecht an der Universität Tübingen war er 2002 Dozent für deutsches und europäisches Arbeitsrecht im  Rahmen der „Schule deutschen und europäischen Rechts“ an der Nationalen Juristischen Akademie Jaroslaw Mudryj in Charkiw, gefördert durch den DAAD und die Deutsche Stiftung für internationale rechtliche Zusammenarbeit.
Von 2002 bis 2005 vertrat er Lehrstühle an den Universitäten Erfurt, Freiburg im Breisgau, Darmstadt, Hagen und Dresden. Von 2005 bis 2009 vertrat er die Professur für Bürgerliches, Handels-, Wirtschafts- und Arbeitsrecht an der Helmut-Schmidt-Universität. Von 2006 bis 2008 war er Gastprofessor und Lehrbeauftragter an der Université Paris 1 Panthéon-Sorbonne. 2009 wurde er zum Universitätsprofessor für Bürgerliches, Handels-, Wirtschafts- und Arbeitsrecht an der Helmut-Schmidt-Universität ernannt.

## Schriften (Auswahl)
- Individualautonomie und Mitbestimmung in sozialen Angelegenheiten. Köln 1994, ISBN 3-452-22637-9.
- Der Grundsatz der Verhältnismäßigkeit als Schranke privater Gestaltungsmacht. Zu Herleitung und Struktur einer Angemessenheitskontrolle von Verfassungs wegen. Tübingen 2004, ISBN 3-16-148257-3.
- als Herausgeber mit Wenzel Matiaske: Entgrenzung von Arbeitsverhältnissen. Arbeitsrechtliche und sozialwissenschaftliche Perspektiven. Baden-Baden 2019, ISBN 3-8487-5460-6.